# 地球丸
株式会社地球丸（ちきゅうまる、英称：The Whole Earth Publications Co.,Ltd.）は、東京都港区新橋に本社を置いていた出版社。

## 概要
1985年、山と溪谷社の『Outdoor』誌を編集するプロダクションとして設立。1995年（平成7年）に独立出版社となる。
プロダクション時代より手がける、ログハウス専門誌『夢の丸太小屋に暮らす』の他、バスフィッシング専門誌『Rod and Reel（ロッドアンドリール）』、フライフィッシング専門誌『FlyRodders（フライロッダーズ）』、海のルアーフィッシング専門誌『SALTWATER（ソルトウォーター）』などの釣り雑誌、女性向け生活誌『天然生活』、車中泊レジャー専門誌『CarNeru（カーネル）』など、雑誌を中心に、関連する書籍・ムック・DVDを出版し、2005年2月期には17億6000万円の売上があった。
その後は出版不況により業績が悪化。2018年2月期の売上は6億2000万円にまで低下。このため、社長の交代を行ったり、『Rod and Reel』も2018年6月号をもって休刊とするなどして経営改善を図ろうとしたが、『ハーブ生活』2019 Spring発売日の前日である2019年2月27日に自己破産を申請。同日付で東京地方裁判所から破産手続開始決定を受けた。
経営破綻時点で発刊されていた雑誌の内、『天然生活』の権利は2019年4月10日に破産管財人から扶桑社へ譲渡され、同年8月20日に復刊第1号となる2019年10月号が発刊された。
地球丸は2021年6月11日に法人格が消滅した。

## 沿革
- 1985年6月11日、山と渓谷社の『Outdoor』誌を編集するプロダクションとして設立。
- 1985年9月9日、夢の丸太小屋に暮らすを編集。
- 1995年11月、独立出版社となる。
- 1996年6月27日、ロッドアンドリールを出版。
- 1998年10月22日、フライロッダーズを出版。
- 2001年11月10日、ソルトウォーターを出版。
- 2004年10月1日、天然生活を出版。
- 2004年11月15日、ロッドアンドリール トラウトを出版。
- 2005年11月27日、ムックコードを取得。
- 2008年6月28日、カーネルを出版。
- 2010年7月8日、トランピンを出版。
- 2018年10月1日、株式会社スピードバードを吸収合併[4]。
- 2019年2月27日、東京地方裁判所から破産手続開始決定を受ける[1][2]。
- 2021年6月11日、法人格消滅。

## 発刊されていた雑誌
経営破綻時点で発行されていた雑誌
- 夢の丸太小屋に暮らす - 2019年1月30日発売の2019年3月号をもって廃刊。
- Fly Rodders - 2019年1月22日発売の2019年春号をもって廃刊。
- SALTWATER - 2019年2月21日発売の2019年4月号をもって廃刊。
- 天然生活 - 2019年2月20日発売の2019年4月号をもって休刊。2019年8月20日に扶桑社から復刊。
- CarNeru - 2018年12月10日発売のvol.42をもって休刊。2019年10月31日カーネルから復刊。

経営破綻前に休廃刊となった雑誌
- Be San
- Rod and Reel TROUT - 2009年11月9日発売のVol.9より発売形態を雑誌からムックに移行。
- Rod and Reel - 2018年4月26日発売の2018年6月号をもって休刊。
- TRAMPIN'